# (8322) Kononovich
(8322) Kononovich (1978 RL1) – planetoida z pasa głównego asteroid okrążająca Słońce w ciągu 5,8 lat w średniej odległości 3,23 au. Odkryta 5 września 1978 roku.